# Hapua

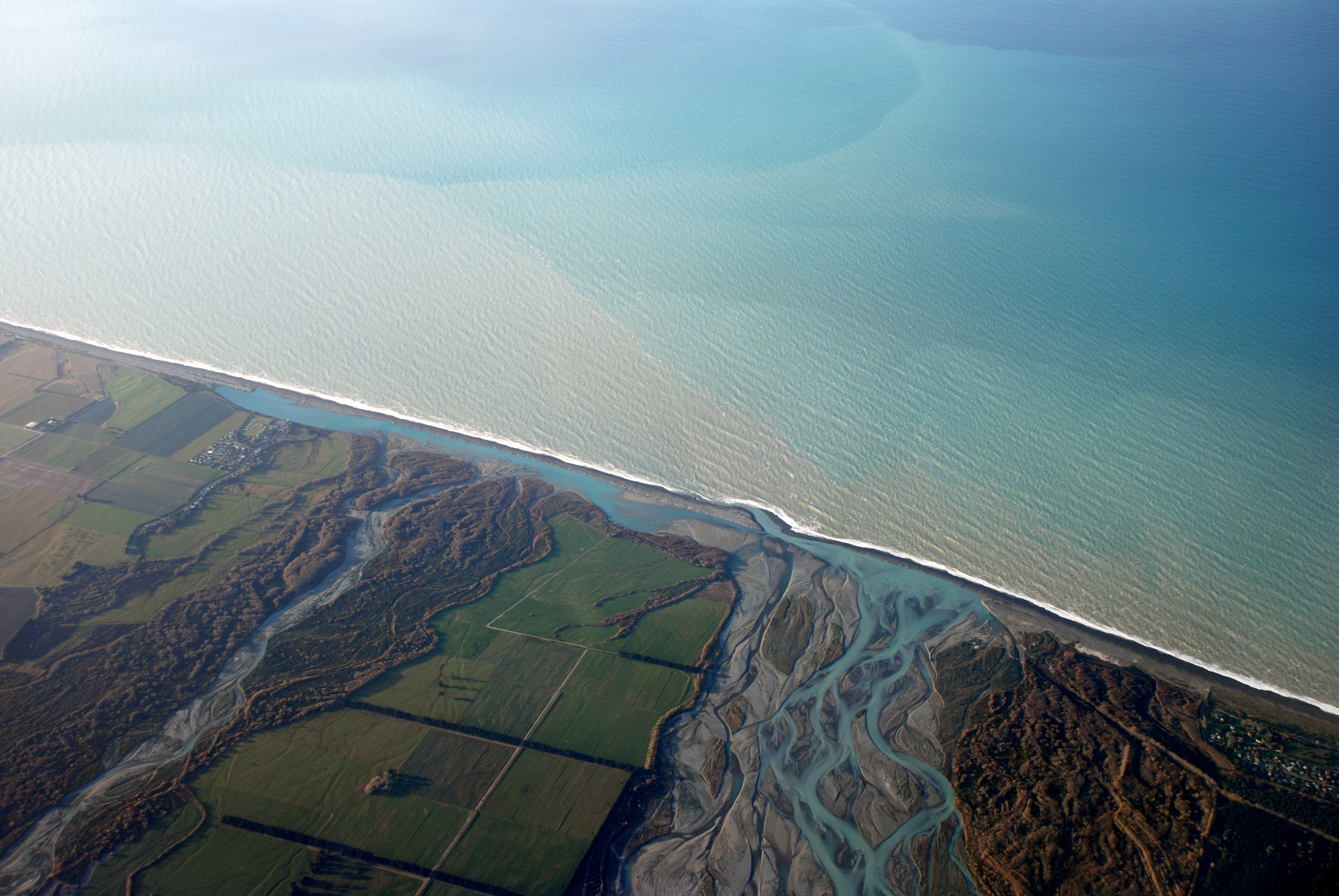
Laguna costera en la desembocadura del río Rakaia, Llanuras de Canterbury

Una hapua es una laguna en la desembocadura de un río en una playa mixta de arena y grava, formada en la interfaz río-costa donde un río típicamente trenzado, aunque a veces serpenteante, interactúa con un entorno costero que se ve significativamente afectado por la deriva litoral. Las lagunas que se forman en las costas de playa mixta son comunes en la costa este de la Isla Sur de Nueva Zelanda y durante mucho tiempo se las conoce como hapua por los maoríes. Esta clasificación diferencia a hapua de lagunas similares ubicadas en la costa de Nueva Zelanda denominadas waituna.
Los hapua a menudo se encuentran en áreas costeras paraglaciares donde hay un bajo nivel de desarrollo costero y una densidad poblacional mínima. Los hapua se forman a medida que el río crea un área paralela a la costa alargada, bloqueada del mar por una barrera que altera constantemente su forma y volumen debido a la deriva litoral.</ref> Esta deriva extiende continuamente la barrera detrás de la cual se forma la hapua transportando sedimentos a lo largo de la costa. Los hapua se definen como extensiones angostas paralelas a la costa del lecho del río costero. Descargan la mayor parte del agua almacenada al océano a través de un efluente efímero y de gran movilidad. El resto se filtra a través de la barrera debido a sus altos niveles de permeabilidad. Los ecosistemas de hapua están impulsados por una amplia gama de procesos dinámicos que generalmente se clasifican como fluviales o marinos; los cambios en el equilibrio entre estos procesos, así como las condiciones de barrera antecedentes, pueden causar cambios en la morfología de la hapua, en particular la barrera. Los ejemplos de Nueva Zelanda incluyen las desembocaduras de los ríos Rakaia, Ashburton y Hurunui.

## Medio ambiente
Hapua ha sido identificado como establecido en la región costera de Canterbury Bight en la costa este de la Isla Sur. A menudo se encuentran en áreas de sedimentos de grano grueso donde los ríos contribuyentes tienen gradientes de lecho moderadamente empinados. Las playas en la región de Canterbury Bight contienen una amplia gama de tamaños de sedimentos, desde arena hasta cantos rodados y están expuestas a las olas de alta energía que conforman un ambiente de oleaje en la costa este. Las playas son zonas de reflexión más que de disipación de energía debido a sus características morfológicas. En esta zona, las corrientes de rebalaje y resaca dominan los procesos junto con el transporte portuario.
Se ha identificado que la costa este de la Isla Sur se encuentra en un período de erosión crónica de aproximadamente 0,5 metros por año. Esta tendencia a la erosión es el resultado de una serie de factores. Según el esquema de clasificación de Zenkovich, los ríos de la costa este pueden describirse como 'pequeños'; esta clasificación no está relacionada con su caudal sino con la insuficiente cantidad de sedimentos que transportan a la costa para nutrirla. El sedimento proporcionado no es adecuado para nutrir la costa contra sus olas típicas de alta energía y su fuerte deriva costera. Estos dos procesos eliminan constantemente los sedimentos y los depositan en alta mar o más arriba a la deriva. A medida que la línea costera se erosiona, los hapua han ido "retrocediendo" al erosionar la costa trasera para moverse hacia tierra.
Las hapua o lagunas de desembocadura de río se forman en ambientes de micromareas. Un entorno de micromareas es aquel en el que la amplitud de las mareas (la distancia entre la marea baja y la marea alta) es inferior a dos metros. Las corrientes de marea en una zona de micromareas son menores que las que se encuentran en las costas mesomareales (de dos a cuatro metros) y macromareales (más de cuatro metros). Los hapua se forman en este tipo de ambiente de mareas ya que las corrientes de las mareas no pueden competir con los poderosos flujos de agua dulce de los ríos, por lo que no hay una penetración de las mareas insignificante en la laguna.  Un cuarto elemento del entorno en el que se forma hapua es el fuerte componente de deriva litoral. En la zona costera de Canterbury Bight, la dirección dominante del oleaje es hacia el norte desde el Océano Antártico.
Una hapua también requiere sedimentos para formar la barrera de la laguna. El sedimento que nutre la costa este de Nueva Zelanda puede provenir de tres áreas diferentes. El material altamente erosionable de los Alpes del Sur se elimina mediante la intemperie; luego es transportado a través de las llanuras de Canterbury por varios ríos trenzados hasta las playas de la costa este. La segunda fuente de sedimentos son los altos acantilados que se encuentran en el interior de las lagunas.

## Características
Los hapua tiene una serie de características que incluyen cambios entre una variedad de estados morfodinámicos debido a cambios en el equilibrio entre los procesos marinos y fluviales, así como las condiciones de barrera antecedentes. La barrera de arena y grava cambia constantemente de tamaño y forma como resultado de la deriva costera. El agua almacenada en el hapua drena hacia la costa predominantemente a través de una salida; aunque también puede filtrarse a través de la barrera dependiendo de la permeabilidad del material.
Los cambios en el nivel del agua de la laguna no ocurren como resultado de la intrusión salina o marea. El agua en una hapua es predominantemente agua dulce que se origina en el río asociado. Los hapua no son estuarios al no haber entrada de marea; de todos modos, la marea tiene un efecto sobre el nivel del agua en la laguna. A medida que la marea alcanza su punto máximo, el agua de la laguna tiene una cantidad mucho menor de barrera para penetrar, por lo que el nivel de la laguna aumenta. Esto está relacionado con una teoría física conocida como cabeza hidráulica. El nivel de la laguna tiene una forma de onda sinusoidal similar a la de la marea, pero alcanza su pico un poco más tarde. En general, cualquier intrusión de agua salada en la hapua solo ocurrirá durante una tormenta a través del desbordamiento de las olas o el rocío del mar.
Las hapua puede actuar como fuente y sumidero de sedimentos. La mayoría de los sedimentos en la hapua provienen de fuentes fluviales. Durante caudales de río medios a bajos, generalmente se acumulan sedimentos más gruesos en la hapua; mientras que parte del sedimento más fino se puede transportar a través de la salida a la costa.
Los hapua son extremadamente importantes por varias razones. Proporcionan un vínculo entre el río y el mar para los peces migratorios, así como un corredor para las aves migratorias. Perder este vínculo a través del cierre de la salida de hapua podría resultar en la pérdida de generaciones enteras de especies específicas, ya que es posible que deban migrar al océano o al río como parte vital de su ciclo de vida. Los maoríes también utilizaron las lagunas de la desembocadura del río, como hapua, como fuente de mahinga kai (recolección de alimentos).